# بالدوميرو أجوينالدو
بالدوميرو أجوينالدو (بالإنجليزية: Baldomero Aguinaldo)‏ (و. 1869 – 1915 م) هو سياسي فلبيني، ويحمل رتبة عسكرية فريق أول، توفي في مانيلا، عن عمر يناهز 46 عاماً.